# 7869 Pradun
7869 Pradun eller 1987 RV3 är en asteroid i huvudbältet som upptäcktes den 2 september 1987 av den ryska astronomen Ljudmila Tjernych vid Krims astrofysiska observatorium på Krim. Den är uppkallad efter Valentin P. Pradun.
Asteroiden har en diameter på ungefär 4 kilometer.